# Frank Vandenbroucke (cyclisme)
Pour les articles homonymes, voir Frank Vandenbroucke.
Cet article concerne le cycliste belge né en 1974 et mort en 2009. Pour le cycliste néerlandais né en 2000, voir Frank van den Broek.
Frank Vandenbroucke, né le 6 novembre 1974 à Mouscron en Belgique et mort le 12 octobre 2009 à Saly Portudal au Sénégal, est un coureur cycliste professionnel belge.
Surnommé « VDB », « Bimbo », puis « l'enfant terrible du cyclisme belge » en raison de ses frasques, il est passé professionnel en 1993.
Il totalise 45 victoires dont Paris-Nice en 1998 et la classique Liège-Bastogne-Liège en 1999. Ces succès, obtenus à un âge jeune, lui ont valu d'être considéré comme un des meilleurs espoirs mondiaux de l'époque. Il n'a cependant pas obtenu d'autres succès majeurs durant la suite de sa carrière, marquée par des affaires de dopages, des problèmes de toxicomanie, des difficultés familiales. Il tente à plusieurs reprises de revenir au haut niveau sans y parvenir, à l'exception de l'année 2003 durant laquelle il se classe deuxième du Tour des Flandres. Décrit comme ayant une personnalité fragile par lui-même et son entourage, il tente de se suicider à trois reprises. Il meurt à 34 ans, dans une chambre d'hôtel au Sénégal, selon l'autopsie, à la suite d'une double embolie pulmonaire et une attaque cardiaque préexistante.

## Biographie

### Enfance et jeunesse
Frank Vandenbroucke naît le 6 novembre 1974 à Mouscron en Belgique. Son père Jean-Jacques est mécanicien d’équipe cycliste et ancien coureur cycliste. Son oncle Jean-Luc Vandenbroucke a été coureur professionnel de 1975 à 1988.
En 1978, à 4 ans, sur la place de Ploegsteert, alors qu'il roulait sur son vélo, il se fait renverser par un pilote de rallye qui effectuait la reconnaissance d’une spéciale. Il est opéré quatre fois du genou gauche, ce qui lui causera maints problèmes pendant sa carrière cycliste. Il commence l'athlétisme à huit ans et devient champion de Belgique pupille en 1986.
En 1989, il prend une licence cycliste et obtient un premier succès à Brakel dans la catégorie aspirant. Il gagne huit courses en 1990, puis 15 en 1991. Cette année-là, à l'âge de 17 ans, il est sacré à Halanzy champion de Belgique de cyclisme, catégorie débutant. En 1992, il est champion de Belgique juniors et remporte à Athènes la médaille de bronze de la course en ligne des championnats du monde junior de cyclisme.

### Carrière professionnelle
Frank Vandenbroucke passe professionnel en 1994 dans l'équipe Lotto, dont son oncle Jean-Luc est directeur sportif. Il obtient son premier succès professionnel sur route lors du Tour méditerranéen dont il gagne une étape à seulement 19 ans. Il obtient plusieurs places d'honneur et une première sélection en équipe nationale aux championnats du monde.
L'année suivante, il remporte Cholet-Pays de Loire, puis rejoint l'équipe Mapei de Patrick Lefevere. Il remporte la classique Paris-Bruxelles en septembre, et met fin à sa saison à l'issue de cette course en raison d'une douleur au genou. Au cours des quatre années qu'il passe dans cette équipe, il remporte de nombreuses courses d'un jour, comme le Grand Prix de Plouay en 1996 ou Gand-Wevelgem en 1998, mais aussi plusieurs courses par étapes comme le Tour d'Autriche 1996, et surtout Paris-Nice, en 1998, grâce à une étape remportée sous la neige sur les pentes du col de la République. À la fin de l'année 1998, Vandenbroucke est 9e du classement UCI.
En 1999, il rejoint l'équipe française Cofidis, avec laquelle il s'engage pour trois saisons. Son ami, compagnon d'entraînement et coéquipier Nico Mattan l'y accompagne. Vandenbroucke acquiert le statut de leader de l'équipe. Il a pour objectif la Coupe du monde. Il y réussit sa meilleure saison. Vainqueur de la première course de la saison, le Grand Prix d'ouverture La Marseillaise, puis de l'ouverture de la saison belge, le Circuit Het Volk, il chute au pied du mur de Grammont dans le Tour des Flandres, mais parvient à rejoindre ses adversaires, Johan Museeuw et Peter Van Petegem, et termine deuxième au sprint. Quelques jours plus tard, pour contraindre son équipe à l’aligner sur la classique Paris-Roubaix, il abandonne la classique Gand-Wevelgem. Fin avril, au sommet de sa carrière, il gagne la classique cycliste Liège-Bastogne-Liège en solitaire, avec 30 secondes d'avance sur son premier poursuivant. Cette édition de la Doyenne restera marquée par un duel entre Vandenbroucke et son principal concurrent d'alors, le coureur italien Michele Bartoli, sur la côte de la Redoute.
Chez Cofidis, il rencontre aussi Philippe Gaumont, qui lui présente Bernard Sainz. Ses relations avec ce soi-disant homéopathe français, fournissant des produits de dopage à plusieurs athlètes, lui valent d'être entendu une première fois par la police française en juin 1999. Cette première affaire sera suivie par d'autres, notamment en 2002, lorsqu'il est suspendu pour usage de produits prohibés.
En fin de saison 1999, Vandenbroucke remporte deux étapes du Tour d'Espagne et termine septième du Championnat du monde malgré une chute. Ce seront ses dernières victoires professionnelles. Il est alors 3e coureur mondial. En 2001, il signe un contrat avec l'équipe cycliste Lampre. Il ne court quasiment pas et ne s'entraîne plus. Lampre ne renouvelle pas son contrat.
Suspendu pour dopage en 2002, Vandenbroucke réussit un retour de courte durée en 2003 dans l'équipe Quick Step-Davitamon, avec laquelle il termine à nouveau deuxième du Tour des Flandres derrière Peter Van Petegem. Changeant régulièrement d'équipe sans trouver le succès, il est contraint de démissionner par son équipe Unibet.com en juillet 2006. Il est recruté à la fin du mois d'août par l'équipe italienne Acqua & Sapone. Entretemps, il fait de nouveau parler de lui en participant à une épreuve cyclosportive italienne, pour laquelle il présente une fausse licence au nom de « Francesco Del Ponte », munie d'une photo de Tom Boonen.
Durant l'été 2006, Frank Vandenbroucke s'engage avec l'équipe italienne Acqua & Sapone. Il participe aux courses italiennes de fin de saison. Il manque le Tour de Lombardie en raison d'une douleur au genou. Ces douleurs persistant, il est opéré du genou gauche en février 2007 et ne peut disputer de compétition avant le mois d'avril. Il reprend lors du Tour des Abruzzes en avril, puis participe à la Subida al Naranco et au Tour des Asturies en mai. Son abandon à Naranco convainc la direction d'Acqua & Sapone de ne pas le sélectionner pour le Giro.

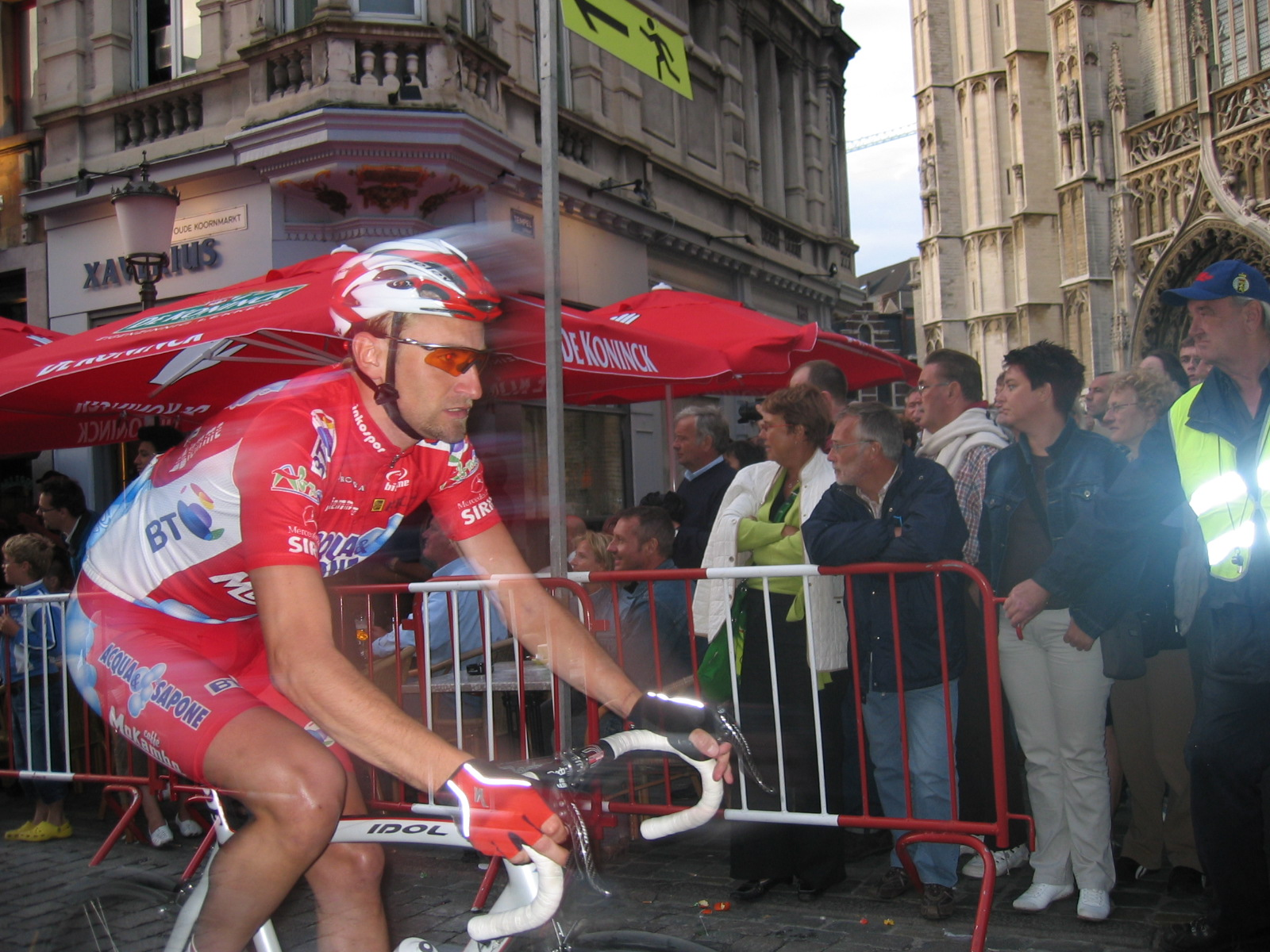
Frank Vandenbroucke en 2007

Le 6 juin, il tente de se suicider. Après un court séjour en hôpital psychiatrique, il reprend peu à peu l'entraînement en compagnie de son ancien coéquipier et ami Nico Mattan. Il participe à plusieurs critériums en juillet et août, et à Paris-Bruxelles en septembre, où il se montre actif à l'avant du peloton.
Il porte en 2008 les couleurs de l'équipe belge Mitsubishi-Jartazi, afin de pouvoir participer aux principales courses belges. Ses ambitions sont cependant barrées par la décision de l'Union cycliste internationale de n'accorder une licence ProTour à son équipe qu'à la condition qu'il ne participe pas aux courses du calendrier de l'UCI ProTour. D'après le directeur sportif de Mitsubishi-Jartazi Jef Braeckevelt, l'UCI justifie sa décision par la suspension pour dopage de Vandenbroucke en 2002 et sa participation à une compétition sous fausse licence en Italie en 2006. Après avoir couru sans performance notable le Grand Prix d'ouverture La Marseillaise, l'Étoile de Bessèges puis le Tour de l'Algarve, Vandenbroucke fait l'objet d'une enquête ouverte à son sujet par le tribunal d'Ypres, dans le cadre d'une affaire de trafic de cocaïne. L'équipe Mitsubishi-Jartazi le place sur la liste des coureurs « non-actifs », puis suspend son contrat à la suite d'« événements familiaux » l'empêchant de se consacrer pleinement au cyclisme : ayant obtenu l'autorisation de voir sa fille, il lui rend visite en Italie.
En 2009, il rejoint l'équipe Cinelli-OPD. Après une dernière victoire à la seconde étape de la Boucle de l'Artois, il quitte son équipe au mois de juillet conscient de s'être fourvoyé. N'ayant plus de licence, il travaille au sein du groupe Delrue à Ichtegem où il a été intégré à la division marketing de la société. Il meurt le 12 octobre 2009, dans sa chambre d'hôtel à Saly Portudal au Sénégal, où il passait ses vacances.

## Affaires de dopage et de toxicomanie
En 1999, la police française interpelle quinze clients de Bernard Sainz (surnommé « Docteur Mabuse »), dont Frank Vandenbroucke. La justice française blanchit Vandenbroucke mais son équipe Cofidis le suspend plusieurs semaines.
Le 27 février 2002, de nombreux produits prohibés (dont de l'EPO, du clenbuterol  et de la morphine), ont été découverts à son domicile. Durant son interrogatoire, il prétend que le clenbuterol était destiné à son chien. Le lendemain, il est exclu de son équipe Domo-Farm Frites et la justice belge l'inculpe pour détention de produits illégaux.
Le jeudi 21 mars 2002, la commission disciplinaire de la Royale ligue vélocipédique belge (RLVB) le suspend pour une durée de six mois (du 22 mars 2002 jusqu'au 21 septembre 2002) pour infraction à la législation sur la détention de produits dopants. Il est également condamné à payer une amende de 10 000 francs suisses.
En avril 2008, la presse belge révèle que Frank Vandenbroucke serait cité comme consommateur dans une affaire de trafic de cocaïne.

## Décès

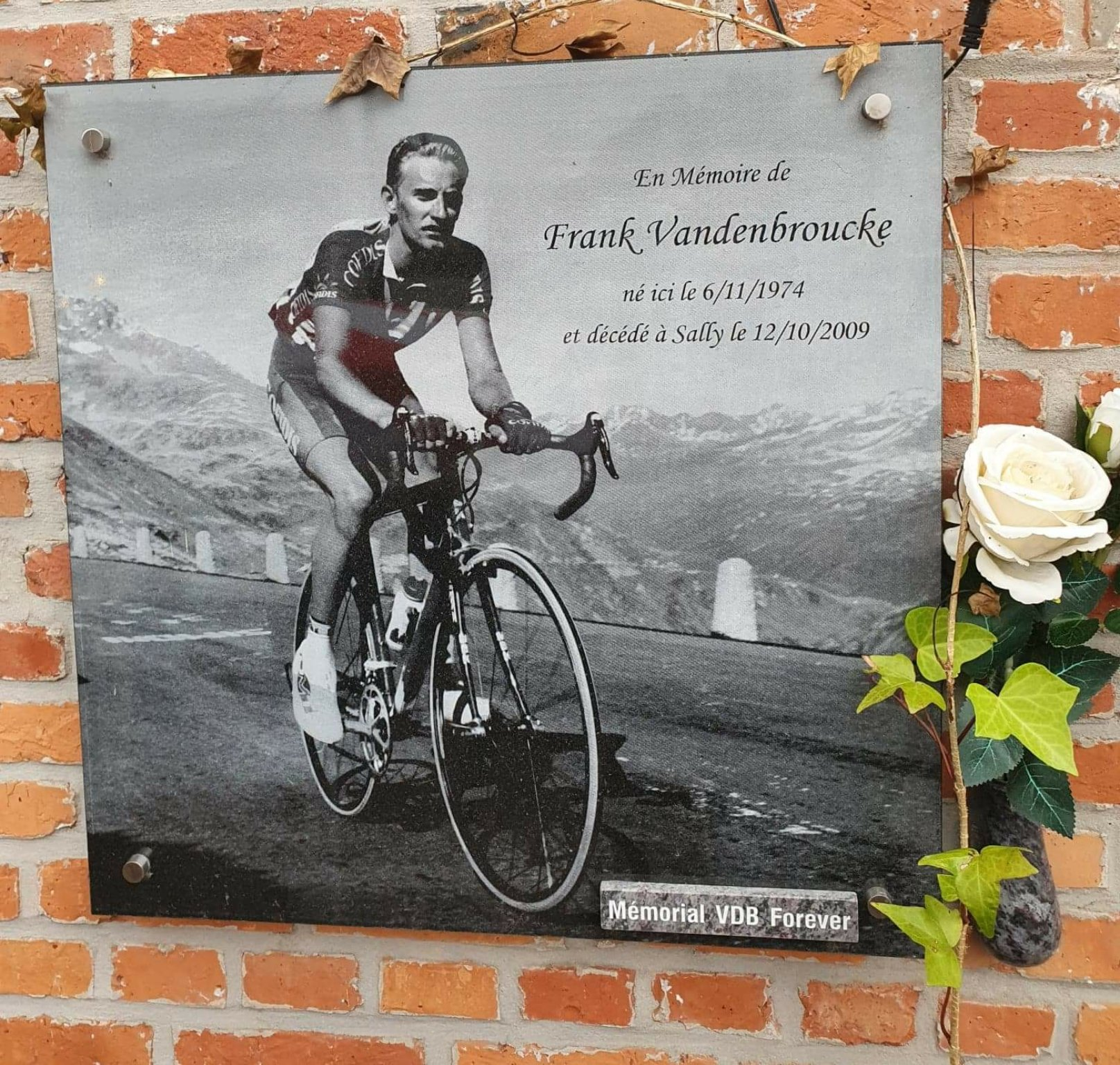
Mémorial « en mémoire de Frank Vandenbroucke »

Les causes sont connues, les circonstances, pas — ou très peu. Le dimanche 13 octobre 2009, accompagné de son ami Fabio Polazzi, ils sortent en boîte de nuit dans une station balnéaire du Sénégal, il décide de passer la nuit avec une fille, prostituée. La veille, ivre, vers minuit, il quitte son ami et son hôtel, accompagné d'une fille avec qui il dit avoir un rendez-vous ; jusque deux heures du matin, où on l'aperçoit à son hôtel ; le lendemain, son corps sans vie est retrouvé dans une chambre d'hôtel.

## Situation familiale
Frank est l'un des enfants de Jean-Jacques Vandenbroucke, coureur professionnel en 1970. Celui-ci est le frère de Jean-Luc Vandenbroucke, coureur professionnel de 1975 à 1988 puis dirigeant de l'équipe Lotto de 1988 à 1999. Le fils de Jean-Luc Vandenbroucke, Jean-Denis, a également été coureur professionnel de 1998 à 2000. Frank Vandenbroucke est enfin le beau-frère de Sébastien Six, né en 1971 et coureur amateur.
En février 1999, sa compagne Clotilde Menu donne naissance à sa fille Cameron. Elle pratique l'athlétisme jusqu'à 19 ans, puis commence une carrière dans le cyclisme. Elle rejoint l'équipe World Tour Lotto-Soudal en 2019. Elle est en couple avec Tim Merlier.
Le 22 octobre 2000, Frank Vandenbroucke se marie avec Sarah Pinacci. En décembre 2001, le couple donne naissance à une fille, Margaux.

## Palmarès

### Palmarès amateur
- 1990
  -  Champion de Belgique de la course aux points débutants
  - 2e du championnat de Belgique de poursuite débutants
  - 3e du Circuit Het Volk débutants
- 1991
  -  Champion de Belgique sur route débutants
  -  Champion de Belgique de poursuite débutants
  -  Champion de Belgique de la course aux points débutants
- 1992
  -  Champion de Belgique sur route juniors
  -  Champion de Belgique de l'américaine juniors (avec Franky Schotte)
  - Liège-La Gleize
  - Cottbus Junior Tour
  -  Médaillé de bronze du championnat du monde sur route juniors
- 1993
  -  Champion de Belgique de l'américaine amateurs (avec Christ Lefever)
  - Zesbergenprijs Harelbeke
  - 2eb étape du Triptyque ardennais (contre-la-montre)
  - Seraing-Aix-Seraing
  - 3e du Triptyque ardennais

### Palmarès professionnel
- 1994
  - 6e étape du Tour méditerranéen
  - 2e de la Course des raisins
  - 2e de la Classique d'Ordizia
  - 3e de la Clásica de Sabiñánigo
  - 3e du Tour de Berne
- 1995
  - Cholet-Pays de Loire
  - 1re étape du Tour de Luxembourg
  - Paris-Bruxelles
  - 2e du Grand Prix de Fourmies
  - 3e de la Flèche hesbignonne-Cras Avernas
  - 3e de la Classique d'Ordizia
  - 8e de la Classique de Saint-Sébastien
- 1996
  - Tour méditerranéen :
    - Classement général
    - 5e étape

  - Trofeo Laigueglia
  - Grand Prix de l'Escaut
  - Tour d'Autriche :
    - Classement général
    - Prologue, 3e, 6e et 8e étapes

  - Prologue, 2e (contre-la-montre), 5e et 6e étapes du Tour de la Région wallonne
  - Grand Prix de Plouay
  - Binche-Tournai-Binche
  - 2e du Circuit Mandel-Lys-Escaut
  - 2e du Grand Prix de Fourmies
  - 4e de Paris-Nice
  - 7e du Grand Prix de Suisse
- 1997
  - Tour de Cologne
  - 2e, 4e et 8e étapes du Tour d'Autriche
  - Tour de Luxembourg :
    - Classement général
    - 3eb étape (contre-la-montre)

  - Trophée Matteotti
  - 2e du Tour d'Autriche
  - 2e des Quatre Jours de Dunkerque
- 1998
  - Classique d'Ordizia
  - Paris-Nice :
    - Classement général
    - 1re (contre-la-montre) et 5e étapes

  - Gand-Wevelgem
  - Tour de la Région wallonne :
    - Classement général
    - 3e (contre-la-montre) et 6e étapes

  - Tour de Galice :
    - Classement général
    - 4e étape

  - 2e de la Flèche wallonne
  - 2e du Grand Prix de Suisse
  - 2e du Grand Prix Eddy Merckx (avec Nico Mattan)
  - 2e de Kuurne-Bruxelles-Kuurne
  - 6e de Liège-Bastogne-Liège
  - 10e de la Coupe du monde
- 1999
  - Grand Prix d'ouverture La Marseillaise
  - 4e étape du Tour d'Andalousie
  - Circuit Het Volk
  - 7e étape de Paris-Nice
  - 3eb étape des Trois Jours de La Panne (contre-la-montre)
  - Liège-Bastogne-Liège
  - Tour d'Espagne :
    -  Classement par points
    - 16e et 19e étapes

  - 2e des Trois Jours de La Panne
  - 2e du Tour des Flandres
  - 3e du Grand Prix E3
  - 3e de la Coupe du monde
  - 4e de Paris-Nice
  - 7e du championnat du monde sur route
  - 7e de Paris-Roubaix
- 2000
  - 3eb étape de l'Étoile de Bessèges (contre-la-montre par équipes)
  - 2e du championnat de Belgique sur route
- 2003
  - 2e du Tour des Flandres
- 2004
  - Grand Prix Marcel Kint
  - 6e de Paris-Nice
  - 7e de la Flèche wallonne
- 2005
  - Grand Prix Marcel Kint
  - 3e du championnat de Belgique du contre-la-montre
- 2009
  - 2e étape de la Boucle de l'Artois (contre-la-montre)
  - 3e de la Boucle de l'Artois

### Résultats sur les grands tours

#### Tour de France
2 participations
- 1997 : 50e
- 2000 : abandon (10e étape)

#### Tour d'Espagne
3 participations
- 1998 : abandon
- 1999 : 12e, vainqueur du  classement par points et des 16e et 19e étapes
- 2003 : abandon

## Distinction et hommage
- Vélo de cristal : 1999
- La course Binche-Chimay-Binche, porte le nom de Mémorial Frank Vandenbroucke depuis 2010[26].
- En 2011, le roman Monoloog van iemand die het gewoon werd tegen zichzelf te praten de Dimitri Verhulst est inspiré, sans le citer, de la vie du coureur cycliste belge. En 2018, le film Un Ange, réalisé par Koen Mortier, est inspiré librement de ce roman[27].